# Liste des ministres italiens du Travail
Cet article dresse la liste des ministres italiens du Travail depuis la création du ministère en 1920, sauf entre 1923 et 1945, périodes de suppression du ministère.
La ministre actuelle est Marina Elvira Calderone, nommée le 22 octobre 2022 par le président de la République, Sergio Mattarella, sur proposition de la présidente du Conseil des ministres, Giorgia Meloni.

## Liste des ministres

### Royaume d'Italie
| Ministre                                          | Ministre             | Mandat                            | Parti | Parti | Gouvernement |
| ------------------------------------------------- | -------------------- | --------------------------------- | ----- | ----- | ------------ |
|                                                   | Mario Abbiate        | 3 juin 1920 – 16 juin 1920        |       | PRI   | Nitti II     |
|                                                   | Arturo Labriola      | 16 juin 1920 – 4 juillet 1921     |       | PDSI  | Giolitti V   |
|                                                   | Alberto Beneduce     | 4 juillet 1921 – 26 février 1922  |       | PSRI  | Bonomi I     |
|                                                   | Arnaldo Dello Sbarba | 26 février 1922 – 31 octobre 1922 |       | PSRI  | Facta I·II   |
|                                                   | Stefano Cavazzoni    | 31 octobre 1922 – 27 avril 1923   |       | PPI   | Mussolini    |
| Ministère fusionné puis démentalé                 |                      |                                   |       |       |              |
|                                                   | Gaetano Barbareschi  | 21 juin 1945 – 1er juillet 1946   |       | PSIUP | Parri        |
| De Gasperi I                                      | Gaetano Barbareschi  | 21 juin 1945 – 1er juillet 1946   |       | PSIUP |              |
| Titres successifs : - Travail et Sécurité sociale |                      |                                   |       |       |              |

### République italienne
| Ministre (Naissance-Décès)                                              | Ministre (Naissance-Décès)                                                          | Mandat                             | Parti | Parti            | Gouvernement        |
| ----------------------------------------------------------------------- | ----------------------------------------------------------------------------------- | ---------------------------------- | ----- | ---------------- | ------------------- |
|                                                                         | Ludovico D'Aragona (1876-1961)                                                      | 14 juillet 1946 – 2 février 1947   |       | PSIUP            | De Gasperi II       |
|                                                                         | Giuseppe Romita (1887-1958)                                                         | 2 février 1947 – 1er juin 1947     |       | PSI              | De Gasperi III      |
|                                                                         | Amintore Fanfani (1908-1999)                                                        | 1er juin 1947 – 28 janvier 1950    |       | DC               | De Gasperi IV·V     |
|                                                                         | Achille Marazza (1894-1967)                                                         | 28 janvier 1950 – 26 juillet 1951  |       | DC               | De Gasperi VI       |
|                                                                         | Leopoldo Rubinacci (1903-1969)                                                      | 26 juillet 1951 – 19 janvier 1954  |       | DC               | De Gasperi VII·VIII |
| Pella                                                                   | Leopoldo Rubinacci (1903-1969)                                                      | 26 juillet 1951 – 19 janvier 1954  |       | DC               |                     |
|                                                                         | Luigi Gui (1914-2010)                                                               | 19 janvier 1954 – 10 février 1954  |       | DC               | Fanfani I           |
|                                                                         | Ezio Vigorelli (1892-1964)                                                          | 10 février 1954 – 20 mai 1957      |       | PSDI             | Scelba              |
| Segni I                                                                 | Ezio Vigorelli (1892-1964)                                                          | 10 février 1954 – 20 mai 1957      |       | PSDI             |                     |
|                                                                         | Luigi Gui (1914-2010)                                                               | 20 mai 1957 – 17 juin 1958         |       | DC               | Zoli                |
|                                                                         | Adone Zoli (par intérim) (1887-1960)                                                | 17 juin 1958 – 2 juillet 1958      |       | DC               | Zoli                |
|                                                                         | Ezio Vigorelli (1892-1964)                                                          | 2 juillet 1958 – 16 février 1959   |       | PSDI             | Fanfani II          |
|                                                                         | Benigno Zaccagnini (1912-1989)                                                      | 16 février 1959 – 27 juillet 1960  |       | DC               | Segni II            |
| Tambroni                                                                | Benigno Zaccagnini (1912-1989)                                                      | 16 février 1959 – 27 juillet 1960  |       | DC               |                     |
|                                                                         | Fiorentino Sullo (1921-2000)                                                        | 27 juillet 1960 – 22 février 1962  |       | DC               | Fanfani III         |
|                                                                         | Virginio Bertinelli (1901-1973)                                                     | 22 février 1962 – 22 juin 1963     |       | PSDI             | Fanfani IV          |
|                                                                         | Umberto Delle Fave (1912-1986)                                                      | 22 juin 1963 – 5 décembre 1963     |       | DC               | Leone I             |
|                                                                         | Giacinto Bosco (1905-1997)                                                          | 5 décembre 1963 – 23 juillet 1964  |       | DC               | Moro I              |
|                                                                         | Umberto Delle Fave (1912-1986)                                                      | 23 juillet 1964 – 24 février 1966  |       | DC               | Moro II             |
|                                                                         | Giacinto Bosco (1905-1997)                                                          | 24 février 1966 – 13 décembre 1968 |       | DC               | Moro III            |
| Leone II                                                                | Giacinto Bosco (1905-1997)                                                          | 24 février 1966 – 13 décembre 1968 |       | DC               |                     |
|                                                                         | Giacomo Brodolini (1920-1969)                                                       | 13 décembre 1968 – 6 août 1969     |       | PSI              | Rumor I             |
|                                                                         | Carlo Donat-Cattin (1919-1991)                                                      | 6 août 1969 – 26 juin 1972         |       | DC               | Rumor II·III        |
| Colombo                                                                 | Carlo Donat-Cattin (1919-1991)                                                      | 6 août 1969 – 26 juin 1972         |       | DC               |                     |
| Andreotti I                                                             | Carlo Donat-Cattin (1919-1991)                                                      | 6 août 1969 – 26 juin 1972         |       | DC               |                     |
|                                                                         | Dionigi Coppo (1921-2003)                                                           | 26 juin 1972 – 8 juillet 1973      |       | DC               | Andreotti II        |
|                                                                         | Luigi Bertoldi (1920-2001)                                                          | 8 juillet 1973 – 23 novembre 1974  |       | PSI              | Rumor IV·V          |
|                                                                         | Mario Toros (1922-2018)                                                             | 23 novembre 1974 – 30 juillet 1976 |       | DC               | Moro IV·V           |
|                                                                         | Tina Anselmi (1927-2016)                                                            | 30 juillet 1976 – 13 mars 1978     |       | DC               | Andreotti III       |
|                                                                         | Vincenzo Scotti (1933)                                                              | 13 mars 1978 – 4 avril 1980        |       | DC               | Andreotti IV·V      |
| Cossiga I                                                               | Vincenzo Scotti (1933)                                                              | 13 mars 1978 – 4 avril 1980        |       | DC               |                     |
|                                                                         | Franco Foschi (1931-2007)                                                           | 4 avril 1980 – 28 juin 1981        |       | DC               | Cossiga II          |
| Forlani                                                                 | Franco Foschi (1931-2007)                                                           | 4 avril 1980 – 28 juin 1981        |       | DC               |                     |
|                                                                         | Michele Di Giesi (1927-1983)                                                        | 28 juin 1981 – 1er décembre 1982   |       | PSDI             | Spadolini I·II      |
|                                                                         | Vincenzo Scotti (1933)                                                              | 1er décembre 1982 – 4 août 1983    |       | DC               | Fanfani V           |
|                                                                         | Gianni De Michelis (1940-2019)                                                      | 4 août 1983 – 18 avril 1987        |       | PSI              | Craxi I·II          |
|                                                                         | Ermanno Gorrieri (1920-2004)                                                        | 18 avril 1987 – 29 juillet 1987    |       | DC               | Fanfani VI          |
|                                                                         | Rino Formica (1927)                                                                 | 29 juillet 1987 – 23 juillet 1989  |       | PSI              | Goria               |
| De Mita                                                                 | Rino Formica (1927)                                                                 | 29 juillet 1987 – 23 juillet 1989  |       | PSI              |                     |
|                                                                         | Carlo Donat-Cattin (1919-1991)                                                      | 23 juillet 1989 – 18 mars 1991     |       | DC               | Andreotti VI        |
|                                                                         | Rosa Iervolino (par intérim) (1936)                                                 | 18 mars 1991 – 13 avril 1991       |       | DC               | Andreotti VI        |
|                                                                         | Franco Marini (1933-2021)                                                           | 13 avril 1991 – 23 juin 1992       |       | DC               | Andreotti VII       |
|                                                                         | Nino Cristofori (1930-2015)                                                         | 28 juin 1992 – 29 avril 1993       |       | DC               | Amato I             |
|                                                                         | Gino Giugni (1927-2009)                                                             | 29 avril 1993 – 11 mai 1994        |       | PSI              | Ciampi              |
|                                                                         | Clemente Mastella (1947)                                                            | 11 mai 1994 – 17 janvier 1995      |       | CCD              | Berlusconi I        |
|                                                                         | Tiziano Treu (1939)                                                                 | 17 janvier 1995 – 21 octobre 1998  |       | Indépendant / RI | Dini                |
| Prodi I                                                                 | Tiziano Treu (1939)                                                                 | 17 janvier 1995 – 21 octobre 1998  |       | Indépendant / RI |                     |
|                                                                         | Antonio Bassolino (1947)                                                            | 21 octobre 1998 – 21 juin 1999     |       | DS               | D'Alema I           |
|                                                                         | Cesare Salvi (1948)                                                                 | 21 juin 1999 – 11 juin 2001        |       | DS               | D'Alema I·II        |
| Amato II                                                                | Cesare Salvi (1948)                                                                 | 21 juin 1999 – 11 juin 2001        |       | DS               |                     |
|                                                                         | Roberto Maroni (1955)                                                               | 11 juin 2001 – 17 mai 2006         |       | LN               | Berlusconi II·III   |
|                                                                         | Cesare Damiano (1948)                                                               | 17 mai 2006 – 8 mai 2008           |       | DS / PD          | Prodi II            |
|                                                                         | Maurizio Sacconi (1950)                                                             | 8 mai 2008 – 16 novembre 2011      |       | PDL              | Berlusconi IV       |
|                                                                         | Elsa Fornero (1948)                                                                 | 16 novembre 2011 – 28 avril 2013   |       | Indépendante     | Monti               |
|                                                                         | Enrico Giovannini (1957)                                                            | 28 avril 2013 – 22 février 2014    |       | Indépendant      | Letta               |
|                                                                         | Giuliano Poletti (1951)                                                             | 22 février 2014 – 1er juin 2018    |       | PD               | Renzi               |
| Gentiloni                                                               | Giuliano Poletti (1951)                                                             | 22 février 2014 – 1er juin 2018    |       | PD               |                     |
|                                                                         | Luigi Di Maio (1986) Vice-président du Conseil Ministre du Développement économique | 1er juin 2018 – 5 septembre 2019   |       | M5S              | Conte I             |
|                                                                         | Nunzia Catalfo (1967)                                                               | 5 septembre 2019 – 13 février 2021 |       | M5S              | Conte II            |
|                                                                         | Andrea Orlando (1969)                                                               | 13 février 2021 – 22 octobre 2022  |       | PD               | Draghi              |
|                                                                         | Marina Elvira Calderone (1965)                                                      | depuis le 22 octobre 2022          |       | Sans             | Meloni              |
| Titres successifs : - Travail, Santé et Politiques sociales (2008-2009) |                                                                                     |                                    |       |                  |                     |